# (23551) 1994 GO9
1994 جي أو 9 (ويعرف أيضًا باسم (23551) 1994 جي أو 9 وفق تسمية الكوكب الصغير) (بالإنجليزية: 1994 GO9)‏ هو كويكب ضمن حزام الكويكبات؛ وترتيبه 23551 من حيث الاكتشاف.
اكتُشف هذا الجُرم الفلكي بواسطة اليانور إف. هيلين في 11 أبريل 1994.

## وصلات خارجية
- (23551) 1994 GO9 في قاعدة بيانات مختبر الدفع النفاث لأجرام النظام الشمسي الصغيرة

- الاكتشاف · مخطط المدار ·  العناصر المدارية · المعلمات المادية

- (23551) 1994 GO9 على موقع ويكي سكاي: DSS2, SDSS, GALEX, IRAS, Hydrogen α, X-Ray, Astrophoto, Sky Map, Articles and images